# 塞尔玛 (阿拉巴马州)
塞尔玛（英語：Selma）是美国阿拉巴马州下属的一座城市。面积约为13.81平方英里（约合35.76平方公里）。根据2010年美国人口普查，该市有人口20,756人，人口密度为1,503.08/平方英里（约合580.43/平方公里）。